# Kebede Balcha
Kebede Balcha, född 7 september 1951, död 10 juli 2018 i Toronto i Kanada, var en etiopisk friidrottare som tävlade i maratonlöpning.
Hans främsta merit var silvret från VM 1983 i Helsingfors. Han deltog även vid Afrikanska mästerskapen i friidrott  1979 där han segrade, i Kairo 1985 där han blev tvåa och i Panafrikanska spelen 1987 där han blev bronsmedaljör.

## Personliga rekord
- Maraton - 2:10.27 från 1983 i Helsingfors